# XVII Congresso del Partito Socialista Italiano
Il XVII Congresso del Partito Socialista Italiano si tenne al Teatro Carlo Goldoni di Livorno dal 15 al 21 gennaio 1921, inserendosi nel generale contesto di scontro in atto all'interno del movimento operaio internazionale tra la corrente riformista e quella rivoluzionaria. Il dibattito, che venne seguito con grande interesse sia in Italia sia all'estero, si incentrò sulla richiesta avanzata dall'Internazionale Comunista (Comintern) di espellere dai partiti ad essa aderenti, o intenzionati a farne parte, la componente gradualista. Al termine di giornate caratterizzate da un clima particolarmente tumultuoso e turbolento, il congresso fece registrare la scissione della frazione comunista che, di fronte al rifiuto della maggioranza del partito di accogliere la sollecitazione del Comintern ed estromettere i gradualisti dal PSI, abbandonò i lavori e diede vita al Partito Comunista d'Italia.

## Premesse

### Le direttive internazionali

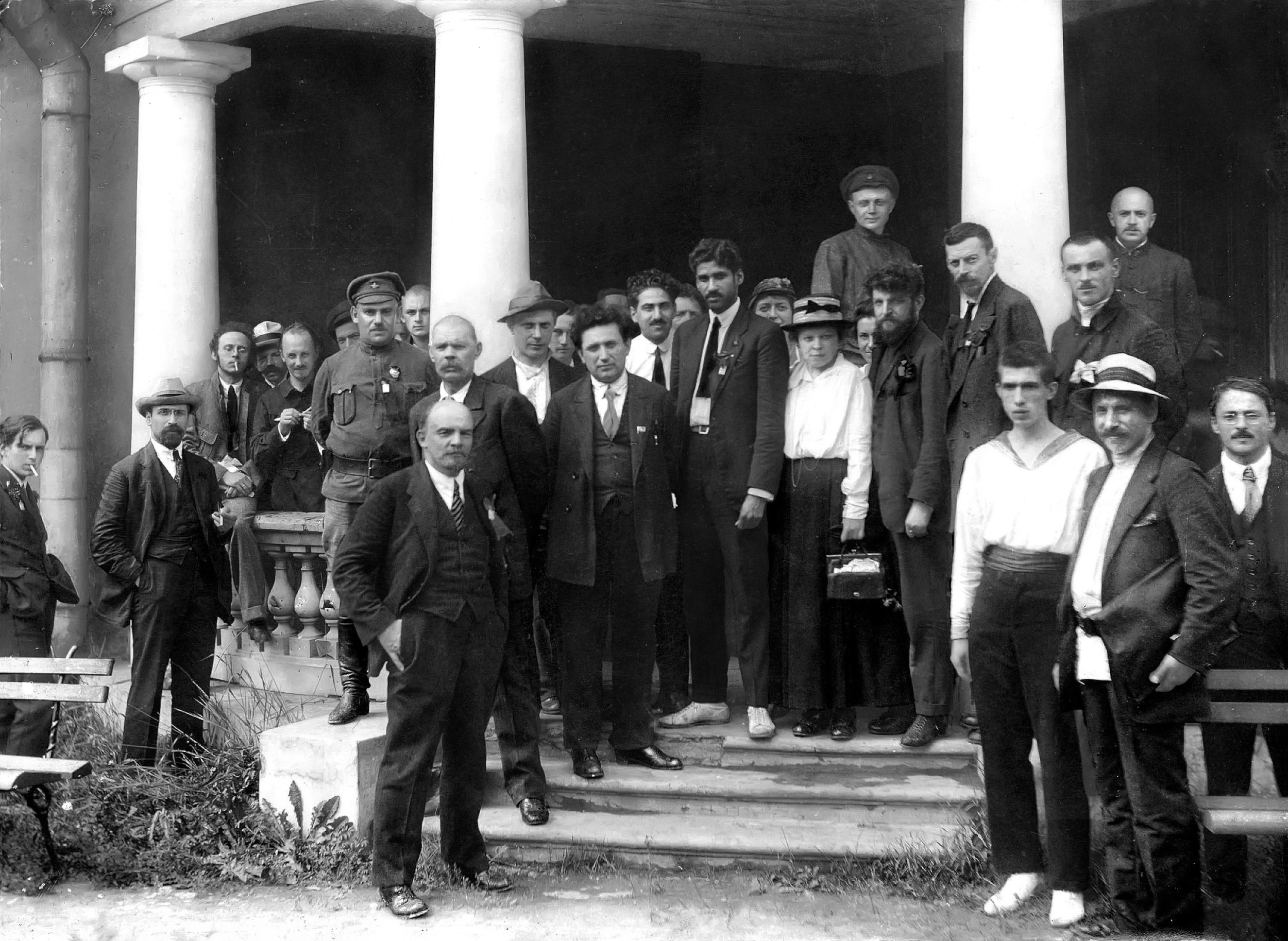
Delegati al II Congresso dell'Internazionale Comunista a Pietrogrado nell'estate 1920

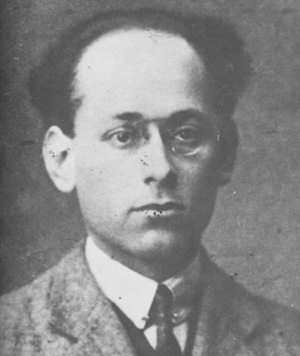
Umberto Terracini, firmatario dell'ordine del giorno con cui i comunisti ottennero la maggioranza in direzione nel settembre 1920

Nel luglio-agosto 1920, il secondo congresso dell'Internazionale Comunista aveva fissato in 21 punti rigidi e dettagliati le condizioni di ammissione dei partiti all'Internazionale stessa. In essi emergeva la necessità di allontanare dai partiti (che avrebbero dovuto tutti adottare la nuova denominazione di "comunista") gli esponenti riformisti, ritenuti controrivoluzionari. Relativamente alla situazione italiana, tale esigenza era rafforzata dalla critica secondo la quale il partito, complice quello che veniva definito il "sabotaggio" attuato dalla CGL, non aveva saputo cogliere l'occasione rivoluzionaria creatasi durante il biennio rosso. Il PSI aveva di fatto lasciato tutta l'iniziativa al sindacato, che aveva portato avanti una tattica gradualistica culminata con l'accordo del 15 settembre 1920 con gli industriali: mediato dal presidente del Consiglio Giovanni Giolitti, l'accordo aveva garantito aumenti salariali ma non aveva portato a significativi avanzamenti politici, evidenziando la sostanziale incapacità del movimento socialista di fronteggiare con strumenti adeguati l'egemonia della borghesia.
Il PSI aveva aderito all'Internazionale Comunista fin dal XVI Congresso di Bologna dell'ottobre 1919, che aveva ratificato quanto deliberato già a marzo dalla Direzione e segnato uno spostamento a sinistra delle posizioni del partito, con l'affermazione della corrente massimalista su quella riformista e la centralità assunta dai temi della conquista violenta del potere e della dittatura del proletariato. Tuttavia le richieste del II Congresso del Comintern, con particolare riferimento all'accettazione di tutti i 21 punti e alla conseguente espulsione dei riformisti, non trovarono la disponibilità della maggioranza massimalista di Giacinto Menotti Serrati, che temeva che la cacciata di figure come Filippo Turati, Claudio Treves o Ludovico D'Aragona avrebbe allontanato anche il cospicuo numero di lavoratori su cui essi avevano influenza. Serrati riteneva inoltre ingiusto l'allontanamento dell'ala destra del partito, perché essa non aveva né partecipato a governi borghesi né appoggiato l'intervento nella prima guerra mondiale, come avevano invece fatto i socialisti francesi ed i socialdemocratici tedeschi.
Nonostante tutto l'ala sinistra del partito — la futura frazione "comunista pura" — in settembre ottenne, al termine di tre giorni di accese discussioni, la maggioranza in Direzione intorno ad un ordine del giorno firmato da Umberto Terracini che recepiva senza riserve i 21 punti e prefigurava la rottura con i riformisti, nell'ottica di una scissione "a destra" che — aveva spiegato Terracini — «sarebbe rimasta diffusa per tutto il partito molto superficialmente» e «non avrebbe avuto larga influenza tra le masse». Il documento fu votato, oltre che dal proponente, da Egidio Gennari, Ivan Regent, Giuseppe Tuntar, Casimiro Casucci, Tito Marziali e Ambrogio Belloni, mentre cinque voti (quelli di Serrati, Adelchi Baratono, Emilio Zannerini, Giovanni Bacci e Gino Giacomini) andarono al documento da cui sarebbe originata la mozione congressuale della frazione cosiddetta "unitaria", che insisteva sull'unità del partito e rivendicava autonomia nell'applicazione delle direttive internazionali. Alla luce di tale risultato Serrati rassegnò le dimissioni da direttore dell'Avanti!, organo ufficiale del PSI, ma la maggioranza comunista decise di mantenerlo temporaneamente al proprio posto.

### L'elaborazione delle mozioni

Giacinto Menotti Serrati

Alla vigilia del Congresso il partito era diviso in tre frazioni principali e due gruppi minori: l'ala destra era quella di "concentrazione socialista", vicina alle posizioni del gradualismo riformista di Turati; al centro si collocava gran parte dei massimalisti (i "comunisti unitari") di Giacinto Menotti Serrati; a sinistra i comunisti "puri" di Amadeo Bordiga. In posizione intermedia tra riformisti e unitari si collocavano i cosiddetti "rivoluzionari intransigenti" di Costantino Lazzari, mentre al fianco dei comunisti si trovava il gruppo della "circolare" di Antonio Graziadei e Anselmo Marabini che, pur fedele alle direttive del Comintern, intendeva lavorare per una mediazione.
I concentrazionisti costituivano una componente numericamente esigua, tuttavia avevano il controllo del gruppo parlamentare e della CGL. La loro mozione, sottoscritta da Ludovico D'Aragona e da Gino Baldesi, essi stessi esponenti di primo piano del sindacato, fu elaborata nel corso di un convegno svoltosi dal 10 al 12 ottobre 1920 a Reggio Emilia: il documento rivendicava il buon lavoro quotidiano svolto fino ad allora dal Partito Socialista Italiano e chiedeva il mantenimento della sua denominazione; sosteneva la necessità dell'unità del partito, garantita dalla tutela della libertà di espressione a cui doveva corrispondere una rigida disciplina nell'azione deliberata dalla maggioranza; confermava l'adesione al Comintern, ma chiedeva autonomia interpretativa nell'applicazione dei 21 punti e — mettendo in discussione i cardini della mozione che aveva vinto il Congresso di Bologna — rifiutava i concetti secondo cui la conquista del potere dovesse avvenire con la violenza e che la dittatura del proletariato, intesa come «una necessità transitoria imposta da speciali situazioni e non come un obbligo programmatico», dovesse modellarsi inevitabilmente secondo quanto avveniva in Russia; sosteneva infine «tutti i possibili tentativi di approssimazione al regime socialista», pur giudicando puerile l'idea di sconvolgimenti rivoluzionari a breve scadenza nei paesi più ricchi.
La mozione massimalista unitaria, o "centrista", fu varata a Firenze e firmata da Serrati, Baratono, Bacci, Momigliano, Frola, Vella e Alessandri. In essa si sottolineava la necessità di «serbar l'unità del Partito per meglio e più presto giungere alla conquista di tutto il potere politico», da perseguire con ogni mezzo compatibile con l'«assoluta intransigenza di classe», al fine della rivoluzione comunista da preparare per «via legale ed extralegale». Anche il documento massimalista ribadiva l'adesione all'Internazionale, chiedendo tuttavia la possibilità di applicare i 21 punti secondo le condizioni dei singoli Paesi e di conservare provvisoriamente il nome "socialista", affinché non ne abusassero «fuorusciti di ieri e di domani».

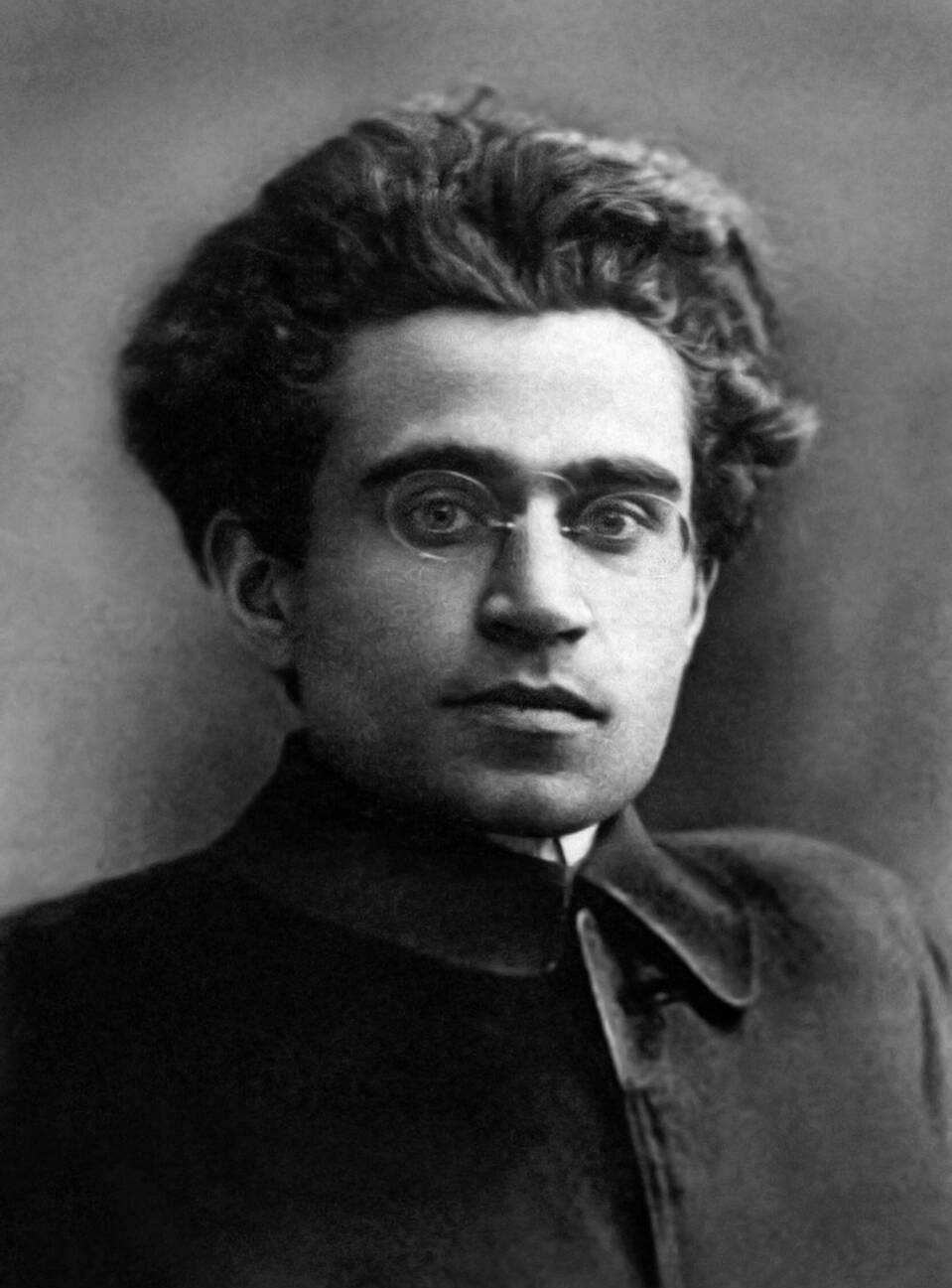
Antonio Gramsci, tra i principali esponenti del "gruppo torinese"

L'ala sinistra si era consolidata in una struttura che poteva essere considerata di fatto «già un partito»: la frazione comunista si era costituita a Milano il 15 ottobre, pubblicando un manifesto-programma che si poneva in contrasto sia con i riformisti che con i massimalisti decisi a non separarsi dalla destra. Il documento era stato sottoscritto da Bordiga, Gramsci, Misiano e Terracini, dai massimalisti di sinistra Bombacci, Repossi e Fortichiari e dal segretario della Federazione giovanile socialista Luigi Polano. Le due principali anime della componente comunista risultavano dunque il gruppo torinese legato al periodico Ordine Nuovo e quello legato al settimanale Il Soviet di Napoli, guidato da Bordiga, che aveva nel frattempo rinunciato alla pregiudiziale astensionista, e che assunse un ruolo preminente nella frazione. La mozione che la corrente avrebbe presentato a Livorno, votata in una riunione tenuta ad Imola il 28 e 29 novembre, era la più articolata: confermando l'adesione alla Terza Internazionale, ne recepiva in pieno le direttive, a partire dalla decisione «di cambiare il nome del Partito in quello di Partito Comunista d'Italia (Sezione della III Internazionale Comunista)» e di espellere tutti gli aderenti alla frazione di Concentrazione e tutti gli iscritti che al Congresso avrebbero dato voto contrario alla completa osservanza delle 21 condizioni di ammissione al Comintern e al programma comunista del Partito. Tale programma era parte integrante del documento presentato dalla frazione e si sviluppava in dieci punti, che evidenziavano, tra l'altro, il ruolo del partito politico di classe come organo indispensabile della lotta rivoluzionaria; la finalizzazione della lotta all'abbattimento violento del potere borghese e all'instaurazione della dittatura del proletariato; l'individuazione del «sistema dei Consigli dei lavoratori (operai e contadini)» come forma di rappresentanza nello Stato proletario; l'obiettivo della «gestione collettiva della produzione e della distribuzione» e infine dell'eliminazione della «necessità dello Stato politico».

### Gli unitari in maggioranza

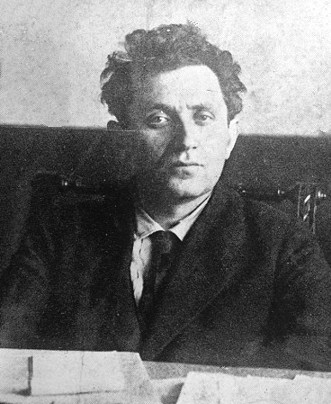
Il presidente dell'Internazionale Comunista Grigorij Evseevič Zinov'ev

La frazione massimalista unitaria, la cui posizione in Direzione era risultata minoritaria, ottenne un'ampia maggioranza durante lo svolgimento dei congressi provinciali: la mozione serratiana ottenne circa 100.000 voti, contro i 58.000 della mozione comunista e i 15.000 di quella concentrazionista. Per questo perse quota la prospettiva di una scissione a destra così come si era concretizzata recentemente in Francia e in Germania: alla vigilia dell'appuntamento di Livorno, viceversa, si riteneva già irrevocabilmente decisa la "scissione a sinistra". Infatti, mentre il grosso dei comunisti riteneva sempre più necessario rompere l'unità per salvare la prospettiva rivoluzionaria a breve termine, la maggioranza massimalista, su cui di fatto veniva a ricadere la scelta definitiva su quale minoranza avrebbe dovuto lasciare il partito, seguitava a mostrarsi indisponibile all'espulsione dell'ala moderata.
Tale situazione alzò la tensione nei rapporti tra il PSI e l'Internazionale, e rimase senza esito uno scambio di missive del novembre-dicembre 1920 tra Giacinto Menotti Serrati e il presidente del Comintern Grigorij Zinov'ev: in esso era stato concordato un incontro a Reval (l'odierna capitale dell'Estonia, Tallinn) per chiarire la posizione degli unitari, ma la delegazione italiana aveva poi rinunciato ad un viaggio così lungo nell'imminenza del congresso. Zinov'ev, in una successiva lettera datata 20 dicembre, ribadì il sostegno del Comintern ai comunisti puri e accusò Serrati di stare scivolando verso destra.
Anche Lenin, che pure ammirava il PSI per il suo stretto rapporto con le masse operaie e ne riconosceva sia il ruolo importante rivestito in occasione delle conferenze pacifiste di Zimmerwald e di Kienthal, sia il fatto che si fosse già epurato nel 1914 espellendo i massoni e nel 1915 gli interventisti come Benito Mussolini, in questa fase criticò a più riprese il leader massimalista, «nell'erronea previsione che Serrati avrebbe finito col cadere». Quest'ultimo invece, sentendo che l'Italia «evoluta» era con lui e che il consenso intorno alla sua posizione stava crescendo, ricapitolò i motivi del proprio dissenso sull'Avanti! del 16 dicembre, in un lungo articolo in cui si difese dall'accusa di opportunismo e rivendicò la necessità di conservare l'unità per preservare «il Partito, il Proletariato e la Rivoluzione da un'insana mania di distruzione e demolizione».
Avrebbe più tardi scritto Jules Humbert-Droz che Serrati in questa fase era diventato il solo avversario della Terza Internazionale in Occidente, e i suoi articoli erano ripresi da tutti i nemici del comunismo e della Rivoluzione russa in Svizzera, in Francia, in Germania e altrove. Dato il suo ruolo di primo piano nel movimento socialista mondiale, sancito anche dall'aver presieduto il II Congresso del Comintern, la sua difesa dei riformisti italiani non poteva essere infatti letta solo come una questione di tattica locale, ma diventava la difesa del riformismo internazionale contro il Comintern stesso: «Serrati era involontariamente diventato una forza controrivoluzionaria internazionale».

## Il dibattito congressuale

### Apertura dei lavori

I delegati davanti al Teatro Goldoni il 15 gennaio 1921, giornata inaugurale del XVII Congresso del Partito Socialista Italiano

Alla vigilia del congresso fu distribuita la relazione della direzione riguardo al periodo intercorso dal precedente Congresso di Bologna. In essa erano evidenziati i sostanziosi incrementi numerici fatti registrare dal partito negli ultimi due anni: il PSI, che nel 1919 aveva 1 891 sezioni con 81 464 iscritti, era passato a 4 367 sezioni e 216 327 iscritti. Tale aumento si riscontrava anche in termini di mandati parlamentari (da 47 a 156) e di enti locali governati (350 comuni e 8 province al tempo del XVI Congresso, 2 500 comuni e 25 province nel gennaio 1921).
Dopo le ultime riunioni delle frazioni svoltesi nella mattinata del 15 gennaio, il congresso venne aperto alle ore 14:00 dal presidente provvisorio Giovanni Bacci, che ricordò l'anniversario dell'insurrezione spartachista del 1919. Francesco Frola lesse invece il saluto del Comitato esecutivo dell'Internazionale Comunista che attaccava duramente la frazione unitaria, la cui azione veniva definita nel documento «la realizzazione delle più sfavorevoli previsioni», e quelli dell'ala sinistra del Partito Socialista Svizzero e dei partiti comunisti austriaco, olandese e spagnolo. Il messaggio di quest'ultimo fu una diretta requisitoria contro Serrati e provocò contestazioni e polemiche. Per il Partito Comunista Operaio di Germania era presente Paul Levi, che nel suo intervento di saluto auspicò la costituzione del Partito comunista anche in Italia. A nome della Federazione giovanile parlò invece Secondino Tranquilli (successivamente noto con lo pseudonimo di Ignazio Silone), che preannunciò la confluenza dei giovani nel nuovo Partito comunista.
Si aprì quindi il dibattito sull'indirizzo del partito e il primo ad intervenire fu Antonio Graziadei, la cui frazione, la "circolare", era nata con l'obiettivo di cercare l'unità tra comunisti e massimalisti: ponendo la discriminante inamovibile del rispetto dei deliberati della Terza Internazionale, i componenti della circolare (di cui facevano parte, oltre a Marabini, anche Enio Gnudi e Ilio Barontini) ritenevano fosse ancora possibile portare la maggioranza sulle posizioni del Comintern, e proponevano l'assunzione della denominazione di compromesso di «partito socialista comunista italiano». Dal palco livornese Graziadei perorò la causa della "scissione a destra" e criticò duramente l'atteggiamento di indisponibilità dei massimalisti, che «intendono l'autonomia come la facoltà di poter domandare la non esecuzione delle tesi di Mosca», e ribadì che, qualora il tentativo di mediazione fosse andato a vuoto, la circolare avrebbe comunque votato a favore dell'Internazionale e della frazione comunista.

### Kabakčiev contro Serrati

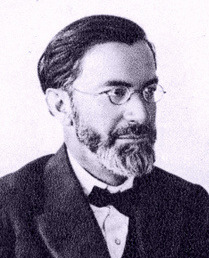
Christo Kabakčiev

La mattina del 16 gennaio presentò la propria relazione il delegato del Partito Comunista Bulgaro e dell'Internazionale Christo Kabakčiev: il testo, scritto in francese e letto in traduzione da Francesco Misiano, affrontò dapprima la situazione politica nei Balcani per poi entrare nel merito della questione italiana, sviluppando dettagliatamente il tema della pessima situazione economico-finanziaria del Paese all'indomani della prima guerra mondiale e indicando come unico percorso per uscire dalla crisi la via rivoluzionaria. Tale obiettivo era da perseguirsi estromettendo tutti coloro che lo ostacolavano, ovvero i riformisti: secondo il delegato bulgaro, tale scissione tra forze rivoluzionarie e non rivoluzionarie, già avvenuta in molti Paesi, era necessaria anche in Italia affinché l'intero continente europeo fosse pronto allo sconvolgimento finale che avrebbe portato alla pace e alla soluzione dei problemi di disoccupazione e miseria provocati dalle politiche borghesi.
Il testo di Kabakčiev fu particolarmente duro nei confronti di Serrati, accusato di riformismo e opportunismo; ciò determinò forti tensioni e tumulti, tanto che lo stesso leader massimalista fu costretto a salire sul palco per riportare la calma. Nel prosieguo dell'intervento del delegato bulgaro veniva ribadito che «la CGdL e il PSI non hanno compiuto il proprio dovere», non avendo indirizzato la lotta del proletariato italiano verso lo scopo principale, la conquista del potere politico, e si puntava il dito contro l'appartenenza della Confederazione del Lavoro all'Internazionale Sindacale di Amsterdam, definita «uno dei sostegni più importanti della borghesia internazionale» e contro l'avallo di Serrati a questo stato di cose. L'ultima parte del discorso fu incentrata sull'analisi dei rischi che una rivoluzione avrebbe attirato sull'Italia in termini di blocchi economici e azioni belliche da parte dei Paesi capitalisti, che avrebbero portato al proletariato sofferenze analoghe a quelle sopportate dal proletariato russo, e che tuttavia era necessario affrontare «per spezzare le catene della schiavitù capitalista e per emanciparsi da essa definitivamente».
Nella sessione pomeridiana, presieduta da Argentina Altobelli, intervenne per i massimalisti Adelchi Baratono, che perorò la causa dell'unità del partito, definì le distinzioni fra puri e unitari artificiose e non sostanziali e sottolineò come a frenare la rivoluzione fosse stata non tanto l'azione dei riformisti quanto «l'orientamento non pienamente rivoluzionario delle masse». Baratono rivendicò poi la fedeltà della sua frazione all'Internazionale, sottolineando tuttavia che «non bisogna copiare pedissequamente il figurino russo circa il modo dell'adattamento rivoluzionario». L'oratore ribadì la richiesta a Mosca di lasciar valutare al partito italiano le questioni di carattere nazionale, e di poter operare con la collaborazione dei bolscevichi, e non ricevendo da essi semplici ordini. Baratono, nel rifiutare il giudizio di collaborazionismo verso l'ala destra del partito («i nostri destri d'Italia corrispondono poi ai sinistri di altre nazioni»), non escluse tuttavia di avviare una revisione periodica delle sezioni e un continuo processo di epurazione, senza distruggere «quel meraviglioso complesso organismo che è oggi il Partito socialista italiano».

### Il partito rivoluzionario

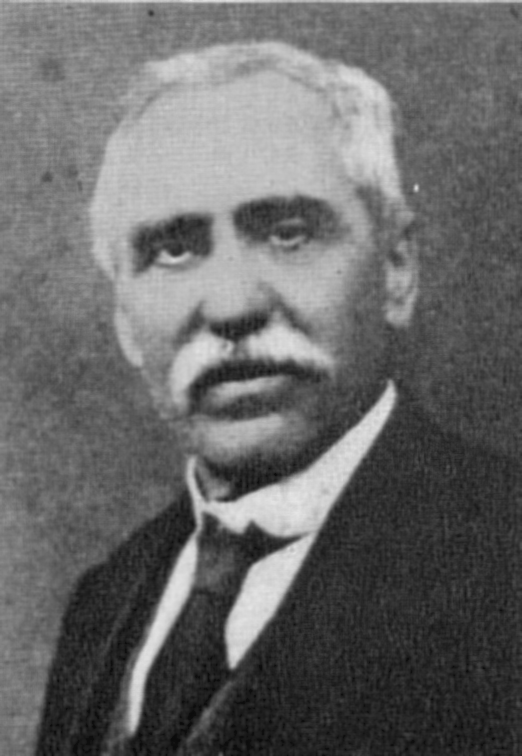
Costantino Lazzari

La terza giornata fu caratterizzata dai discorsi di Costantino Lazzari e di Umberto Terracini. Lazzari, della minoritaria frazione degli "intransigenti rivoluzionari", criticò gli scissionisti e rifacendosi a Marx sottolineò come fosse indispensabile l'unità del proletariato, che avrebbe dato forza alla Terza Internazionale, e come fosse forzata la distinzione fra comunismo e socialismo, che si era resa necessaria terminologicamente in Russia, dove «anche i riformisti si chiamano rivoluzionari», ma che era ingannevole in Italia: «sarebbe un far credere che il Comunismo è qualcosa di diverso dal Socialismo». Lazzari contestò anche il fatto che i russi non tenevano conto del fatto che in Italia, a differenza di molti altri Paesi, le correnti socialdemocratiche erano già state espulse da molto tempo, e ricordò a questo proposito l'epurazione di Leonida Bissolati, Ivanoe Bonomi, Angiolo Cabrini e Guido Podrecca nel 1912. Lazzari si disse quindi contrario all'espulsione dell'ala destra del partito, secondo il principio «libertà nel pensiero e disciplina nell'azione».
Terracini, che rivendicò alla corrente comunista di essere l'unica che non aveva derogato alle decisioni del Congresso di Bologna, parlò della necessità di modificare un partito nato decenni prima con obiettivi diversi da quelli attuali. Analizzata la tendenza storica del movimento operaio italiano verso la presa del potere, l'esponente della corrente comunista sottolineò la necessità della messa a punto di strumenti — un partito rivoluzionario — ad essa adeguati. L'esponente della corrente comunista esortò il partito a conformarsi ai 21 punti dell'Internazionale espellendo i riformisti, per separarsi dai quali bastava tenere conto della loro convinzione che si potesse «andare al potere attraverso il regime parlamentare» e il loro mancato riconoscimento della «validità universale della rivoluzione bolscevica». Terracini disse che tale rivoluzione era da accettarsi integralmente, e ne difese i concetti di dittatura del proletariato e di socializzazione.
La mattina del 18 gennaio fu la volta del concentrazionista Gino Baldesi, che giudicò vittoriosa la battaglia sindacale del 1920 e sottolineò come fosse inevitabile che gli organizzatori sindacali fossero «un po' tutti a destra», non per «mentalità socialdemocratica» ma per la necessità di occuparsi quotidianamente delle singole problematiche e delle singole vertenze del proletariato all'interno di una società borghese. Baldesi contestò la possibilità di applicare la dittatura del proletariato in un Paese avanzato come l'Italia, definendo tale ipotesi irrealizzabile, e rilanciò l'idea, plausibile se anche nell'Italia meridionale il socialismo avesse ottenuto il consenso registrato nel centro-nord, della conquista del potere tramite le elezioni. L'esponente della CGL, dopo aver sostenuto che sarebbe stato meglio dedicare il congresso alla discussione nel merito dei 21 punti anziché al tema dell'espulsione dei riformisti, proclamò che i membri della sua frazione avrebbero accettato la disciplina della maggioranza in nome dell'unità del partito.
Nel pomeriggio il congresso prese posizione contro la detenzione e il rischio di estradizione di socialisti ungheresi che, in fuga dal regime di Miklós Horthy, si erano rifugiati in Italia ed erano stati qui arrestati. Subito dopo parlò Vincenzo Vacirca, degli intransigenti, secondo il quale una delle cause della reazione era nella predicazione della violenza rivoluzionaria, che non poteva vincere la violenza borghese. Anche l'oratore siciliano si soffermò sulle problematiche del Mezzogiorno, sottolineando che per trasformare il partito in una struttura realmente nazionale sarebbe stato necessario sviluppare anche in quelle aree un'organizzazione politico-sindacale fino ad allora mancante, in grado di spezzare il latifondo e arrivare a un miglioramento dei metodi di produzione e delle condizioni di lavoro. Anche Vacirca, che durante il proprio intervento ebbe un accesissimo diverbio con Nicola Bombacci (quest'ultimo giunse a estrarre una rivoltella), ribadì l'accettazione dei 21 punti, ma con la riserva di poterli discutere e di proporre modifiche.

### Dittatura borghese o dittatura proletaria

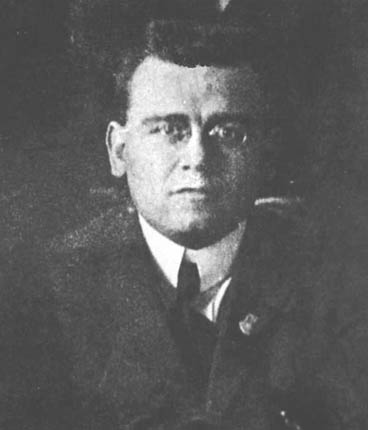
Amadeo Bordiga, leader della frazione comunista

Il 19 gennaio la seduta fu aperta con la commemorazione di Andrea Costa nell'anniversario della morte. Salì poi sul palco Amadeo Bordiga, che stroncò l'intera storia del socialismo prebellico accusandolo di essere diventato negli ultimi decenni una forza conservatrice che aveva sostituito la concezione marxista del conflitto violento tra le classi con una visione pacifica piccolo-borghese. Per Bordiga l'interesse della classe proletaria non poteva realizzarsi nei quadri del meccanismo politico presente, attraverso il perseguimento di conquiste graduali e risultati parziali che non si ponevano l'obiettivo del rovesciamento dello Stato borghese, secondo una strategia socialdemocratica di cui la prima guerra mondiale aveva dimostrato la fallacia. Il delegato comunista esplicitò il dilemma «dittatura borghese o dittatura proletaria», sottolineando come la socialdemocrazia, laddove era andata al potere come in Ucraina o in Georgia, aveva tradito le proprie teorie di libertà e aveva agito contro il proletariato.
Bordiga ribadì poi la necessità di accettare i 21 punti e, in risposta alla posizione di chi li riteneva inapplicabili al di fuori della Russia, sottolineò come avessero valenza universale e fossero semmai meno utili proprio laddove il potere era già stato conquistato. L'oratore concluse inneggiando alla lotta senza esclusione di colpi contro gli avversari della Rivoluzione e all'instaurazione della repubblica dei soviet.
Sempre nel corso della mattinata parlò Serrati, che incentrò il proprio discorso su una serie di recriminazioni contro il comportamento dell'Internazionale nei confronti del PSI, puntando il dito contro la disparità di trattamento riservata ai socialisti italiani rispetto a quanto avvenuto al congresso dei socialisti francesi (la SFIO), dove senza ultimatum erano stati tollerati «destri», «patriottardi» e «massoni». Questo tipo di valutazione si focalizzava tra l'altro sull'atteggiamento dei delegati dell'Internazionale, in particolare Kabakčiev ma anche Rákosi, che avevano sostituito all'ultimo momento Zinov'ev e Bucharin (cui le autorità italiane avevano negato il visto d'ingresso) e che apparvero più intransigenti di quanto non fossero stati lo stesso Zinov'ev al congresso del Partito Socialdemocratico Indipendente di Germania o Clara Zetkin a quello della SFIO. Nella parte finale del proprio intervento Serrati si soffermò sull'unità del Partito socialista italiano come unica speranza «per la Russia dei Soviet», alla luce del soffocamento dei movimenti comunisti in Finlandia, Estonia, Polonia, Jugoslavia, Cecoslovacchia, Bulgaria e Romania, dello scioglimento della Confédération générale du travail in Francia, del controllo della massa lavoratrice inglese da parte del laburismo conservatore.

### I massimalisti applaudono Turati

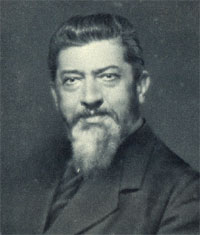
Filippo Turati

L'intervento pomeridiano di Filippo Turati dimostrò il profondo dissenso ideologico che lo separava dai comunisti: da esso emergeva infatti il netto rifiuto di ogni soluzione rivoluzionaria violenta e una strenua difesa del riformismo socialista e della sua «opera quotidiana di creazione della maturità delle cose e degli uomini», che sarebbe sopravvissuta al «mito russo» dietro cui, secondo il leader socialista, si celava il nazionalismo. Turati si dichiarò, pur individuandovi alcune ambiguità, favorevole alla mozione di Reggio Emilia, attaccò il principio del ricorso alla violenza, propria delle minoranze e del capitalismo, e sottolineò come la dittatura proletaria dovesse essere di maggioranza, e cioè democratica, per non trasformarsi in mera oppressione.
Il discorso fu particolarmente applaudito anche dai massimalisti: ciò avrebbe spinto successivamente il segretario del partito Egidio Gennari a sottolineare che i riformisti, che hanno sempre rappresentato un pericolo perché non si sono mai tenuti fedeli alla disciplina, «nel partito sono molti di più che non si credeva».
Il consenso riscosso da Turati fece commentare alla sua compagna Anna Kuliscioff come il leader riformista «da accusato e quasi condannato» fosse «diventato trionfatore del congresso». Analoga valutazione venne dall'ex socialista Benito Mussolini, che dalle colonne del Popolo d'Italia riferì della «faccenda di questo espellendo che finisce per trionfare». Il futuro duce ne acquisì il merito al fascismo: avendo esso «sgominato e disperso precipitosamente i violenti nelle province dove avevano organizzato il terrore rosso», aveva permesso il ritorno in auge del «socialismo tradizionale».

### Verso la scissione

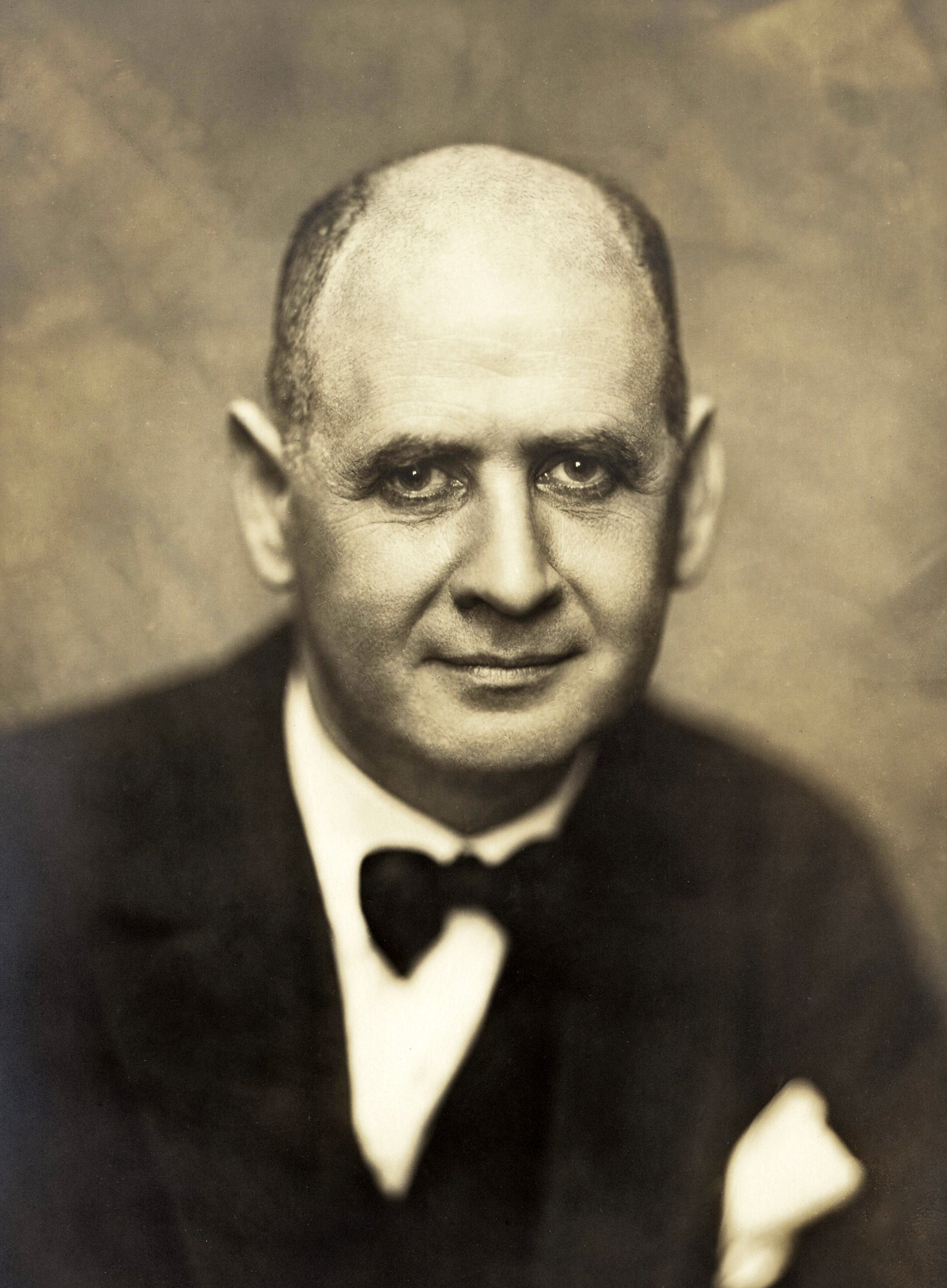
Il delegato tedesco Paul Levi

Nicola Bombacci parlò di una separazione dolorosa ma necessaria, alla luce del periodo rivoluzionario attraversato dal paese e del bisogno di chiarificazione — come stava avvenendo nel resto del mondo — in seno al movimento socialista e alle sue «due scuole». Intervenne poi Anselmo Marabini, della "circolare", spiegando che la propria frazione avrebbe votato «la mozione che sarà riconosciuta dai rappresentanti della terza internazionale», imputando agli unitari di dividere, in nome dell'unità, il partito sia a destra che a sinistra.
Era evidente che ogni pur flebile speranza di evitare la rottura era ormai tramontata e avevano preso coscienza della situazione anche Graziadei e Paul Levi, che pure fino al giorno prima avevano tentato di mediare con Serrati per ottenere l'espulsione dei riformisti e l'unità del resto del partito, venendo tuttavia fermati dai delegati del Comintern: Rákosi in particolare avrebbe successivamente riferito di aver telegrafato a Mosca per richiedere nuove direttive in merito, ottenendo in risposta l'autorizzazione a proseguire sulla strada della scissione.
Si giunse quindi alla sesta giornata del congresso, durante la quale erano in programma le operazioni di voto. Prima ci fu però spazio per altri interventi, come quello di Jules Humbert-Droz che, come aveva fatto precedentemente Rosa Bloch, parlò dell'imminente scissione dei comunisti dal Partito Socialista Svizzero e auspicò che il Partito Socialista Italiano, che era stato un esempio durante e dopo la guerra, non voltasse la spalle alla Terza Internazionale; o quello di Costantino Lazzari, che dichiarò di ritirare la propria mozione per aderire a quella unitaria. Parlò poi Kabakčiev, che fu perentorio nell'affermare che le frazioni che non avessero votato per l'espulsione dei riformisti sarebbero state a loro volta espulse dall'Internazionale. Dopo mezz'ora di polemiche e incidenti, Misiano lesse una dichiarazione congiunta di Kabakčiev e Rákosi, secondo la quale l'unica mozione accettabile era quella comunista.

## Gli esiti della votazione

### L'uscita dei comunisti

La prima pagina de L'Ordine Nuovo del 22 gennaio 1921 dà conto della nascita del Partito Comunista d'Italia

A seguito del ritiro dei documenti della circolare e degli intransigenti, la votazione si svolse su tre mozioni: quella unitaria o "di Firenze" (sottoscritta da Baratono e Serrati), quella comunista o "di Imola" (Bordiga-Terracini) e quella concentrazionista o "di Reggio Emilia" (Baldesi-D'Aragona).
Degli esiti, che rispettarono le previsioni riflettendo i dati registrati durante i congressi provinciali, diede conto il presidente Bacci la mattina del 21 gennaio: su 172 487 suffragi validi, i delegati avevano assegnato 98 028 voti agli unitari, 58 783 ai comunisti e 14 695 ai concentrazionisti, mentre le astensioni erano state 981. L'approvazione della mozione Baratono-Serrati fu seguita dall'intervento di Polano (la Federazione giovanile «delibera di seguire le decisioni che prenderà la frazione comunista») e dall'annuncio di Bordiga secondo cui la maggioranza del congresso si era posta fuori dalla Terza Internazionale, e pertanto i delegati della mozione comunista avrebbero abbandonato la sala. Subito dopo i comunisti uscirono dal Teatro Goldoni cantando L'Internazionale e si riunirono al Teatro San Marco.

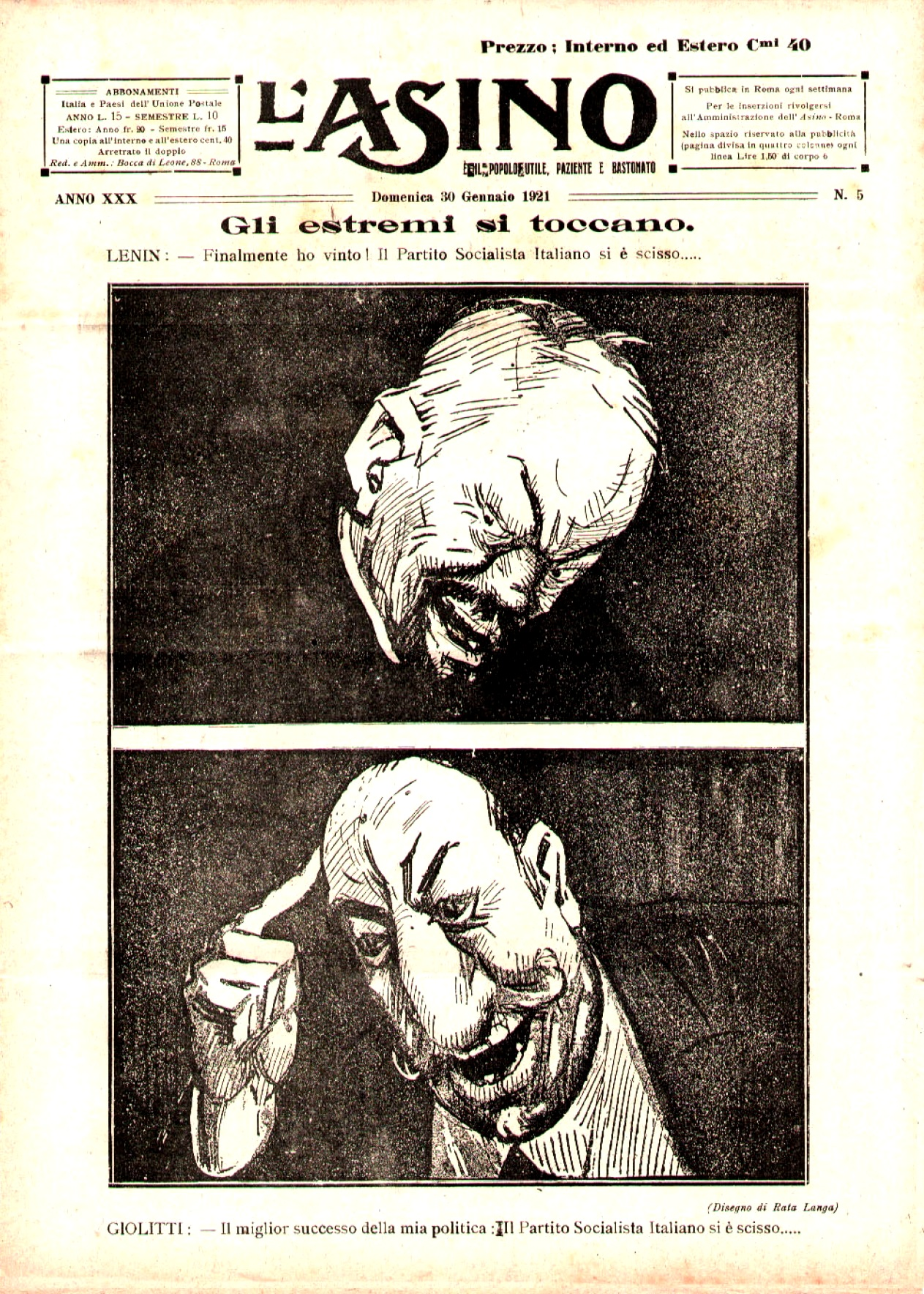
Gabriele Galantara, Gli estremi si toccano, copertina de L'Asino del 30 gennaio 1921. La parte superiore della vignetta recita: «LENIN: Finalmente ho vinto! Il Partito Socialista Italiano si è scisso...»; la parte inferiore: «GIOLITTI: Il miglior successo della mia politica! Il Partito Socialista Italiano si è scisso...»

Nella nuova sede, i delegati che avevano lasciato il congresso socialista tennero il I Congresso del Partito Comunista d'Italia e ratificarono la nascita del nuovo partito, nel quale pochi giorni dopo, come preannunciato, sarebbe confluita anche l'organizzazione giovanile. La decisione di assumere la nuova denominazione di Federazione Giovanile Comunista Italiana sarebbe stata sancita con il 90% dei voti favorevoli durante un congresso svolto a Firenze il 27 gennaio.

### La mozione Bentivoglio
I delegati delle altre mozioni proseguirono i lavori discutendo alcuni ordini del giorno, tra i quali fu approvato all'unanimità un documento firmato da Paolo Bentivoglio in cui si ribadiva l'adesione del PSI all'Internazionale Comunista «accettandone senza riserva i principî ed il metodo», e si protestava contro la dichiarazione di esclusione emessa dal rappresentante del Comitato Esecutivo «sulla base di un dissenso di valutazione ambientale e contingente che poteva e doveva essere eliminato con opera di amichevole chiarimento e di fraterna intesa». Di fatto si sperava che al successivo congresso del Comintern la controversia sarebbe stata sanata addossando a Kabakčiev la responsabilità di aver subìto eccessivamente la pressione degli scissionisti e aver oltrepassato i limiti del proprio mandato.

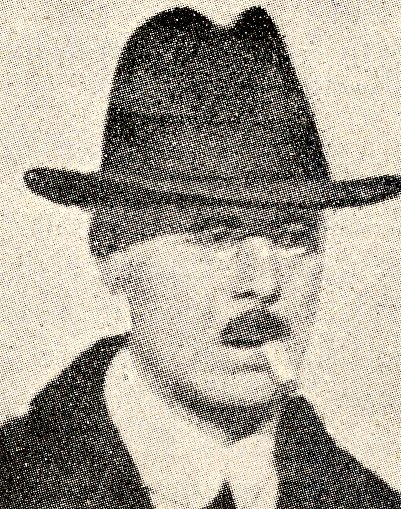
Adelchi Baratono

Seguì un intervento di Adelchi Baratono che, evidenziando le differenze tra la mozione unitaria e quella concentrazionista, sollecitò l'ala destra ad accettare, con una disciplina non passiva ma fondata sull'attiva collaborazione, il programma rivoluzionario del partito e i princìpi dell'Internazionale. Intervenne quindi Turati, che esortò allo sforzo comune perché «il Partito diventi la classe e diventi la grande unione del proletariato nazionale ed internazionale». Le sue parole non rassicurarono tutti i congressisti, e ci fu chi le giudicò «elastiche» e «tali da non dare alcun affidamento», al che Serrati rispose che si sarebbe vigilato «sui nostri compagni dell'ala destra» e che, nel caso questi avessero operato in modo dannoso per il partito, «non potrà aversi pietà per loro».
Nel corso della mattina fu inoltre eletta la nuova Direzione del PSI, che risultò composta esclusivamente di unitari. Della lista elaborata dall'apposita Commissione della frazione maggioritaria facevano parte anche due deputati: Gaetano Pilati, in qualità di rappresentante della Lega proletaria dei mutilati e reduci di guerra, e Giovanni Bacci, perché presidente della Società Editrice Avanti! e residente a Roma, da dove avrebbe potuto più facilmente lavorare nella sede della direzione. La proposta trovò la contrarietà di Giuseppe Romita, che sosteneva incompatibile il ruolo di membro della Direzione con quello di detentore di una carica pubblica, di cui la Direzione stessa avrebbe dovuto essere controllore, ma ciò nonostante l'assemblea approvò con ampia maggioranza la lista. Ne facevano parte, oltre a Pilati e Bacci, anche Serrati (che fu anche confermato alla direzione dell'Avanti!), Baratono, Sebastiano Bonfiglio, Franco Clerici, Domenico Fioritto, Giuseppe Mantica, Giuseppe Parpagnoli, Giuseppe Passigli, Alojz Štolfa, Emilio Zannerini, Raffaele Montanari ed Eugenio Mortara.
I lavori del congresso si chiusero alle ore 13:00, dopo che il presidente Bacci ebbe esortato i compagni a riprendere da subito il lavoro «nelle Sezioni, nel Partito, nel Paese, nell'Internazionale» e dopo che i delegati rimasti al Goldoni ebbero inneggiato al Socialismo e alla Rivoluzione russa e cantato L'Internazionale e Bandiera rossa.

## Gli sviluppi successivi

### L'avvento del fascismo

Il socialista Tito Zaniboni e il fascista Giacomo Acerbo, firmatari del patto di pacificazione del 3 agosto 1921

L'esito del congresso fu salutato con favore dalla stampa borghese, che sottolineò come dovesse essere motivo di compiacimento l'uscita dei comunisti dalle file del Partito socialista: La Stampa del 22 gennaio 1921 parlò di «vittoria di ciò che è logico, naturale e normale» e sottolineò come dal PSI fosse stata cacciata «la febbre», e ciò grazie al «metodo liberale» che, lasciando agire e non reprimendo il socialismo, aveva impedito che la «corrente estrema» e il «rivoluzionarismo anarcoide» potessero rafforzarsi fino a sconvolgere e avvelenare «la vita della nazione». Tale positiva valutazione da parte della borghesia italiana non portò tuttavia a una riduzione della violenza reazionaria, che continuò a venire incoraggiata dagli industriali e dagli agrari.
Il tema della reazione fascista era stato sostanzialmente sottovalutato durante il dibattito congressuale. Pochi infatti sospettavano che il quadro politico-istituzionale si sarebbe potuto modificare in modo significativo, sebbene il fenomeno della violenza squadrista avesse assunto rilevanza fin dall'autunno del 1920 (la strage di Palazzo d'Accursio era avvenuta il 21 novembre), tanto che proprio nei giorni dell'assemblea livornese Mussolini poteva ricordare le «sacrosante legnate fasciste» di cui era «carico il groppone» dei socialisti e «le revolverate e le fiammate» che avevano permesso di smaltire «la tremenda ubriacatura russa del bolscevismo italiano»; nella stessa Livorno la presenza fascista, pur tenuta a freno dall'intervento del Governo, era tangibile al punto che Francesco Misiano, minacciato di morte, dovette andare e tornare dalle riunioni congressuali con una guardia del corpo. All'indomani della scissione il dilagare del sovversivismo di destra costrinse il proletariato a porsi di fronte non l'ipotesi della conquista del potere e dell'assalto allo Stato borghese, ma la disperata difesa dagli attacchi alle Camere del lavoro, alle cooperative, alle leghe contadine, ai giornali operai, ai singoli militanti.
Le successive elezioni del 15 maggio 1921 videro i fascisti inquadrati con tutti i partiti borghesi (tranne quello popolare) nei Blocchi Nazionali, una formazione fortemente conservatrice e antisocialista. I mussoliniani ottennero 35 seggi, mentre il neonato PCd'I ne ottenne 15 (quasi trecentomila voti) e il PSI 122 (oltre un milione e mezzo di suffragi). Il proseguire delle violenze spinse il Partito socialista e la CGL a sottoscrivere in agosto un patto di pacificazione con i fascisti, da intendersi come tregua umanitaria che non intaccava l'intransigenza politica, e che sarebbe stato rotto a fine settembre con l'assassinio del sindacalista Giuseppe Di Vagno da parte di un gruppo squadrista. Prevalse quindi la linea del fascismo più estremista, con lo stesso Mussolini che aveva compreso l'opportunità di ritornare alla violenza in un contesto particolarmente favorevole, in cui il nuovo Governo Bonomi non contrastava il terrorismo squadrista e anzi ne era sostanzialmente complice.
Lo scatenarsi della reazione in Italia, insieme al fallimento del tentativo rivoluzionario in Germania noto come "azione di marzo", alle difficoltà di politica interna che si trovava a fronteggiare la Russia e all'arresto dell'avanzata dell'Armata Rossa nella guerra sovietico-polacca, era già dalla primavera del 1921 una delle principali cause del delinearsi di una rettifica in senso meno radicale della posizione del Comintern, che prendeva atto della fine di un periodo che aveva acceso grandi entusiasmi rivoluzionari. Le condizioni mondiali della lotta di classe avevano subito un arretramento generale, e lo stesso Zinov'ev sottolineava il rallentamento del «tempo della rivoluzione proletaria internazionale».
Negli anni 1923-24, l'avvento del fascismo spinse Antonio Gramsci a una riflessione critica, che non interessò l'opportunità o meno della scissione quanto le sue modalità. Gramsci rilevò che la frazione comunista, nella fase precongressuale, non fosse riuscita a condurre verso l'Internazionale la maggioranza del proletariato, spianando la strada all'avvento del fascismo: «Fummo – bisogna dirlo – travolti dagli avvenimenti, fummo senza volerlo un aspetto della dissoluzione generale della società italiana [...]».
In ambito socialista è diffusa la tesi per cui la scissione contribuì in modo decisivo alla nascita del regime. Nel 1926, Pietro Nenni definì la scissione «uno sproposito al quale va riconnessa in buona parte la conseguente paralisi del movimento operaio». Secondo Nenni, «A Livorno cominciò la tragedia del proletariato italiano. Nella scissione, che lasciava sussistere due partiti comunisti in lotta feroce e spietata fra di loro ed in uno dei quali erano come prigionieri i riformisti ed i centristi, deve ricercarsi la causa del disorientamento che colse le masse e che le offrì, inermi, agli assalti della reazione».
Nel 1961 Togliatti si interrogò se la creazione del nuovo partito della classe operaia, avvenuta «proprio all'inizio del 1921, non sia stata causa di un dannoso indebolimento del movimento operaio e democratico, che si sarebbe dovuto evitare», soprattutto in chiave difensiva nei confronti del fascismo. Togliatti sottolineò che «ancora oggi, nelle polemiche correnti, e soprattutto quando noi comunisti facciamo appello alla unità delle forze democratiche e di classe, questa circostanza ci viene rinfacciata». Il politico piemontese replicò tuttavia a tale argomentazione ricordando che, dopo il biennio rosso, «mantenere ancora una esteriore unità non sarebbe servito a niente. Se i dirigenti nazionali avessero cercato di farlo, dal basso si sarebbe iniziato un processo non già di rinnovamento, ma di disorganizzazione e sfacelo, che sarebbe stato impossibile arrestare».

### Il rapporto con Mosca

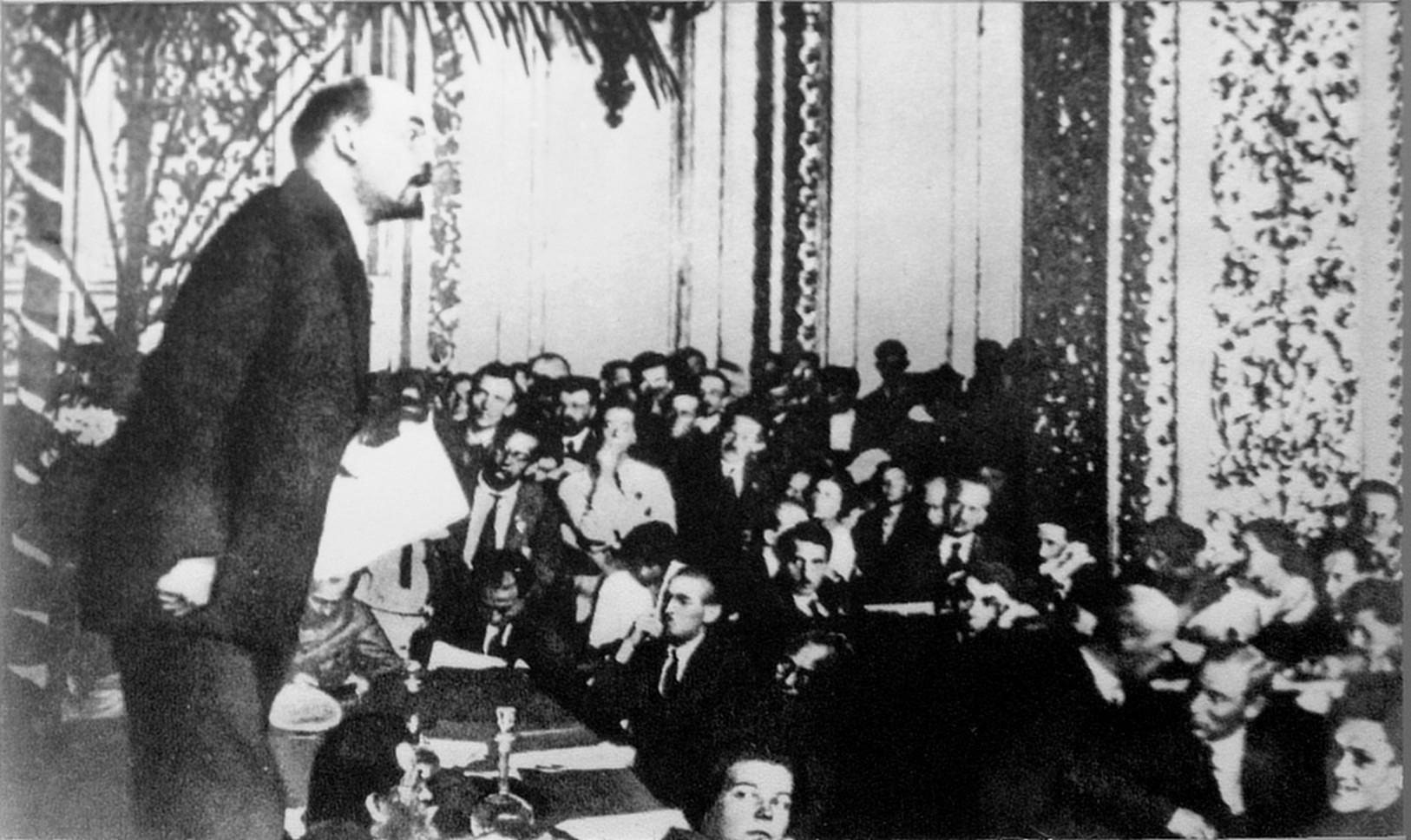
Intervento di Lenin al III Congresso del Comintern

La fase di riflusso, approfonditamente esaminata da Lenin, Trockij e Radek, portò — durante il III Congresso del Comintern dell'estate 1921 — all'elaborazione della tattica del "fronte unico", centrata sulla opportunità di concentrare le forze ricorrendo, senza rinunciare alla critica di principio, anche a temporanee alleanze con le forze riformiste. Tale posizione fu contrastata da una forte minoranza di sinistra guidata da Bucharin e lo stesso Umberto Terracini contestò la necessità di attendere la conquista della maggioranza del proletariato prima di avviare la lotta per il potere, venendo per questo rimproverato aspramente da Lenin. Ebbe così inizio una fase di profondo dissenso tra il Comintern e il Partito Comunista d'Italia, che conquistò «una fama internazionale di estremismo che ne minò fin dall'inizio la politica» e che, pur accettando per disciplina le direttive moscovite, non si adoperò mai per un'effettiva e rigorosa applicazione del fronte unico in Italia.
La nuova impostazione internazionale non impedì al congresso del Comintern di giudicare positivamente la scissione e riconfermare il PCd'I come unica sezione italiana, rigettando il ricorso avanzato dal Partito Socialista Italiano tramite la mozione Bentivoglio. Il PSI, e in particolare il comportamento di Serrati, furono duramente criticati nella relazione di Zinov'ev e in numerosi interventi, tra cui quello di Lenin, che stigmatizzò la scelta di «camminare con 14 000 riformisti, contro 58 000 comunisti». Tuttavia, nell'ottica di tentare il recupero di una parte dei massimalisti unitari, i delegati del PSI presenti a Mosca (Costantino Lazzari, Fabrizio Maffi ed Ezio Riboldi) furono sollecitati a perorare ulteriormente la causa dell'espulsione dell'ala destra.
Rientrati in Italia, i tre costituirono per il XVIII Congresso del Partito socialista, in programma a Milano nell'ottobre 1921, una frazione detta "terzinternazionalista". La loro mozione ottenne però consensi molto limitati, mentre prevalse largamente la linea dei massimalisti serratiani: essa respingeva ogni ipotesi di epurazione, pur ribadendo la volontà del partito di far parte dell'Internazionale e l'indisponibilità dei parlamentari socialisti a collaborare a un governo che tutelasse le libertà civili e politiche dei lavoratori, come richiesto invece dalla mozione concentrazionista sostenuta da Turati.
La questione dell'espulsione dei riformisti si sarebbe infine risolta con il successivo XIX Congresso a Roma dell'ottobre 1922, dopo che Turati aveva partecipato alle consultazioni in occasione della crisi del Governo Facta: i massimalisti, guidata da Serrati e Maffi, decretarono l'epurazione dei gradualisti, i quali, insieme a una frazione dissidente che si staccò dalla maggioranza e di cui faceva parte anche Baratono, diedero vita al Partito Socialista Unitario. L'esito del XIX Congresso fu salutato sull'Avanti! del 4 ottobre 1922 da un editoriale dall'eloquente titolo Liberazione, che sottolineava come fino ad allora la vita del partito fosse stata «paralizzata, annichilita, dall'urto» fra una tendenza che rappresentava «la degenerazione democratica e parlamentare del socialismo» e una che incarnava, invece, «la continuità storica del socialismo rivoluzionario».

## Cinema e televisione
Al XVII Congresso del PSI è dedicato un documentario d'epoca della durata di 34 minuti oggi conservato presso la Cineteca di Bologna sotto il titolo di Uomini e voci del congresso di Livorno. Il congresso è brevemente illustrato anche nella prima puntata (L'educazione politica) dello sceneggiato Rai del 1981 Vita di Antonio Gramsci di Raffaele Maiello, ed è stato il tema di una puntata del 2014 della trasmissione di Rai 3 Il tempo e la storia con ospite in studio lo storico Giovanni Sabbatucci.